# Makedonia TV
Makedonia TV es una cadena de televisión privada griega. Emite desde Tesalónica en Macedonia griega. Se fundó el 15 de febrero de 1990. Su programación se orienta hacia la juventud, las películas y las series.

## Programación de Makedonia TV
- La Tempestad
- Amores verdaderos
- Just for Laughs
- Spartacus (TV series)
- Triunfo del Amor
- Hot in Cleveland
- Happily Divorced
- Sex and the City
- In treatment
- Winx Club
- Lady, la vendedora de rosas

## Vínculo exterior
- Su sitio Internet (solo en Griego)

- Datos: Q2985308